# Schloss Falkenegg

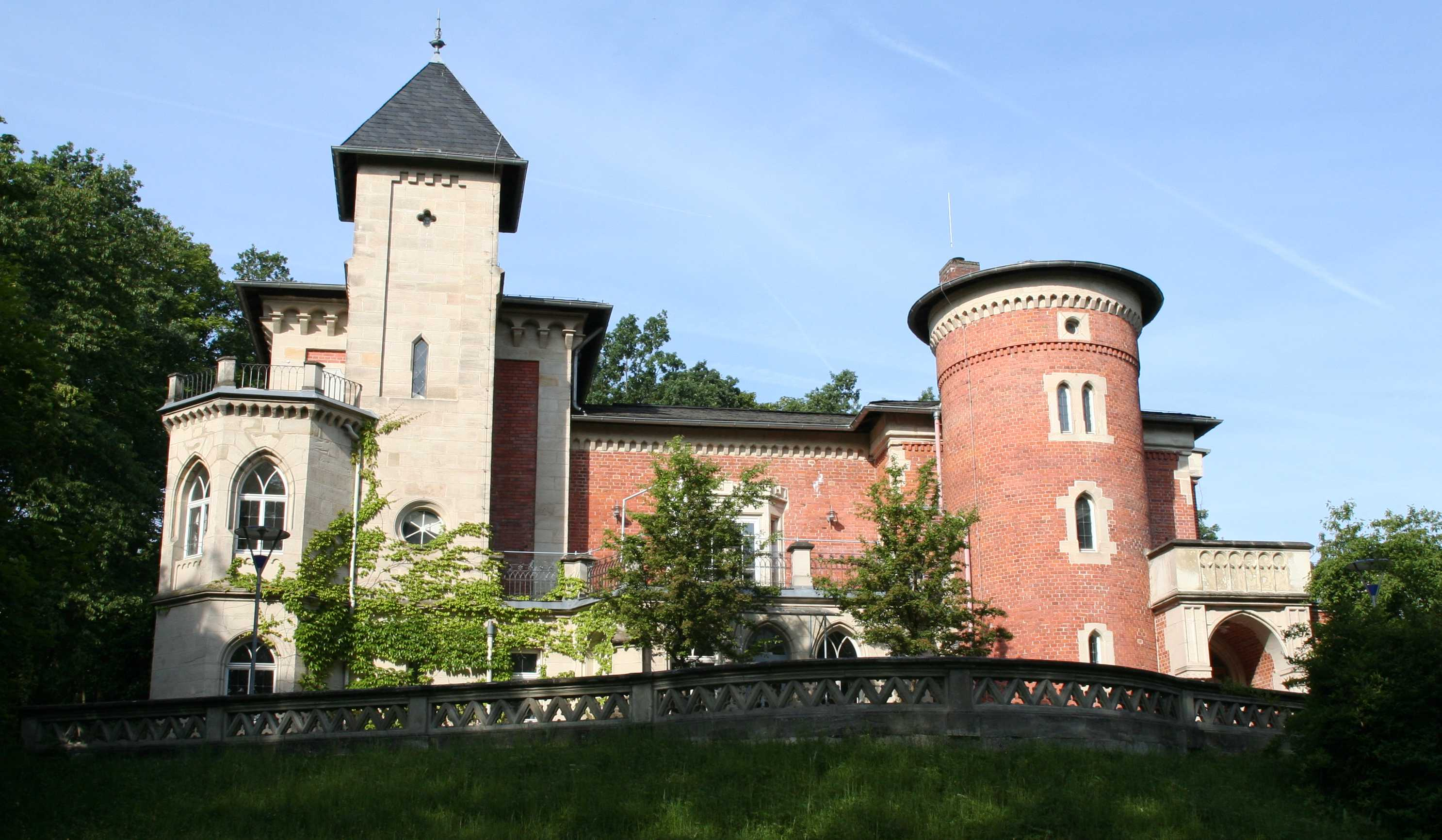
Schloss Falkenegg

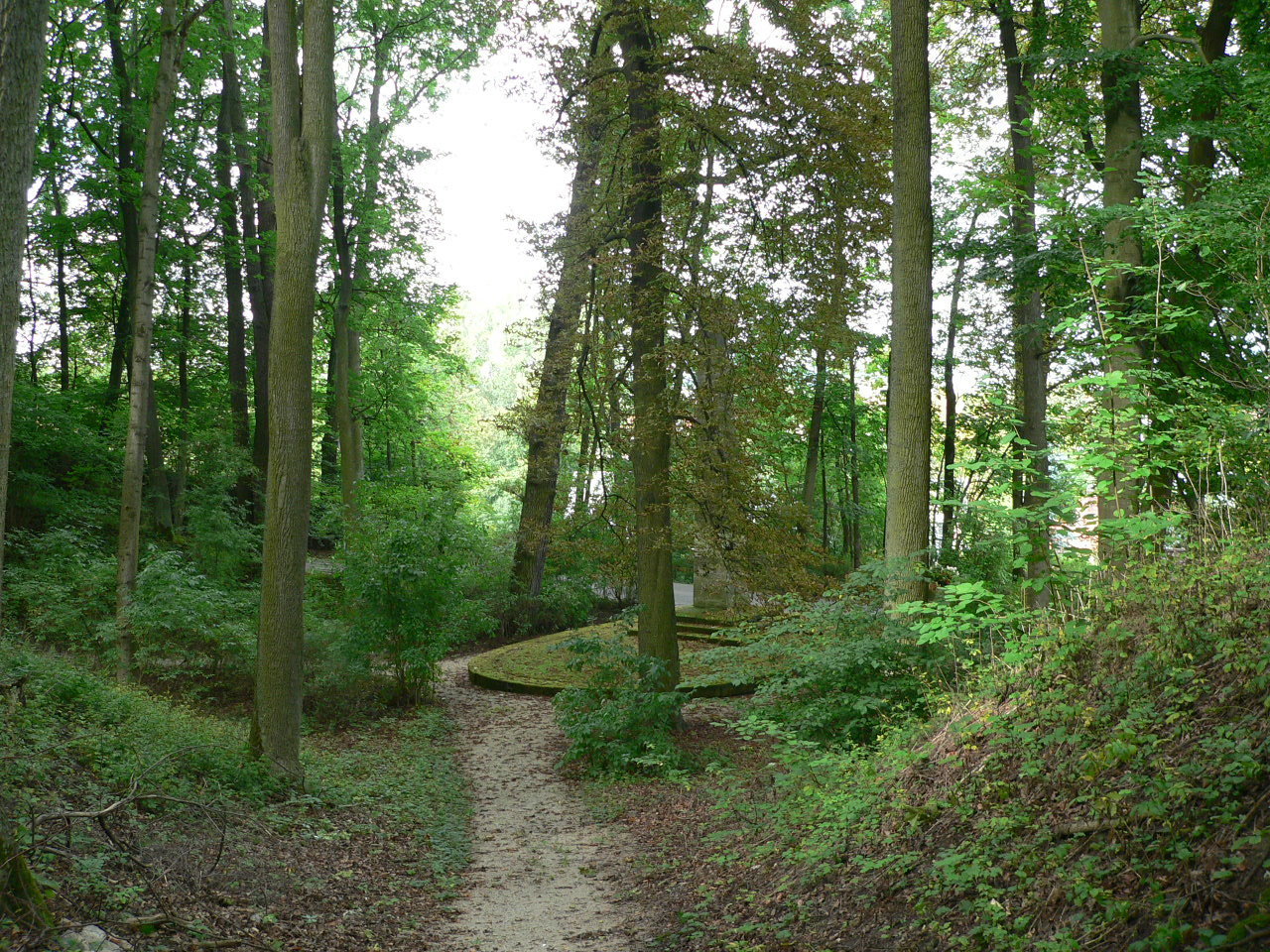
Bergpark

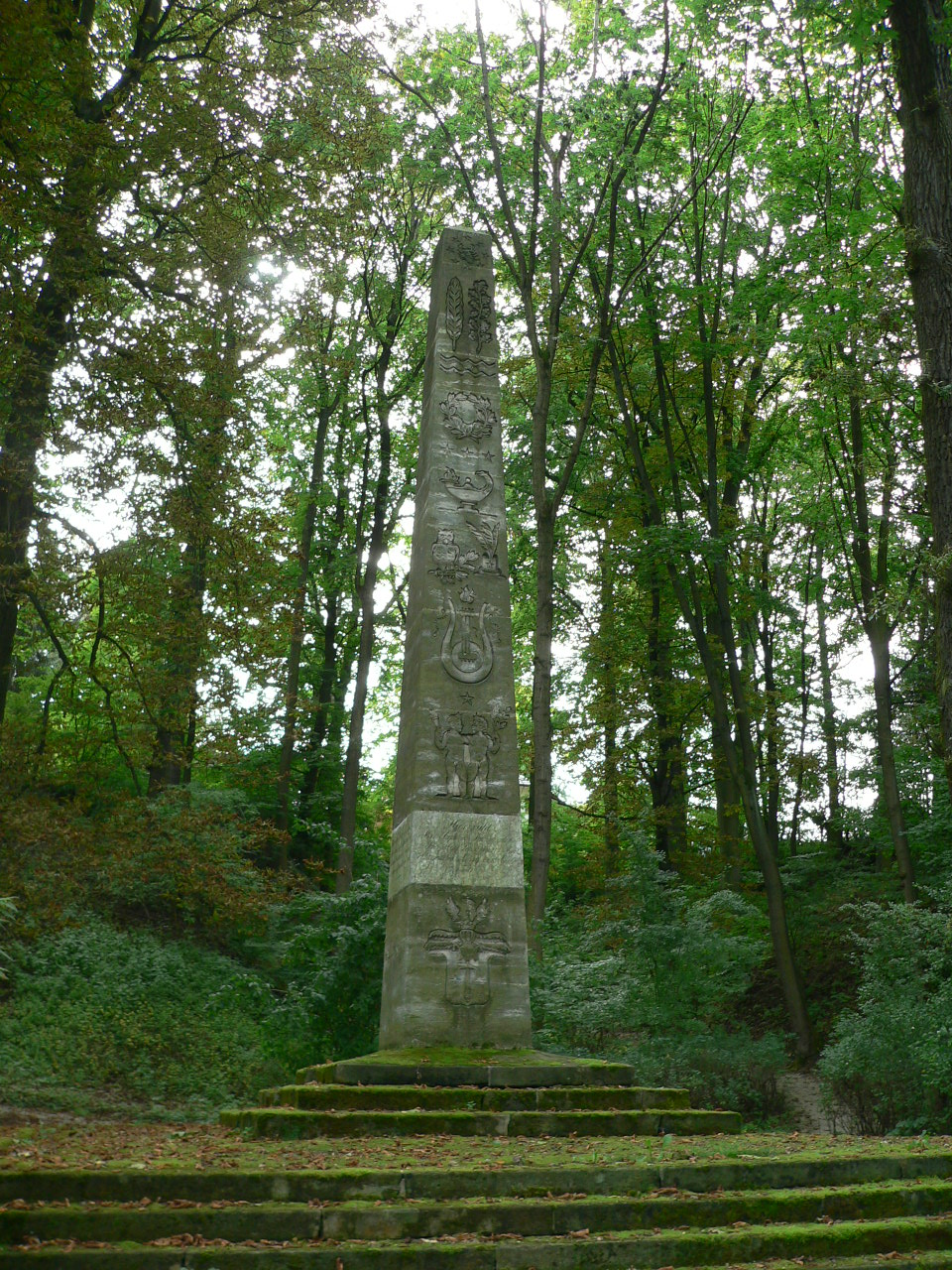
Thümmel-Obelisk

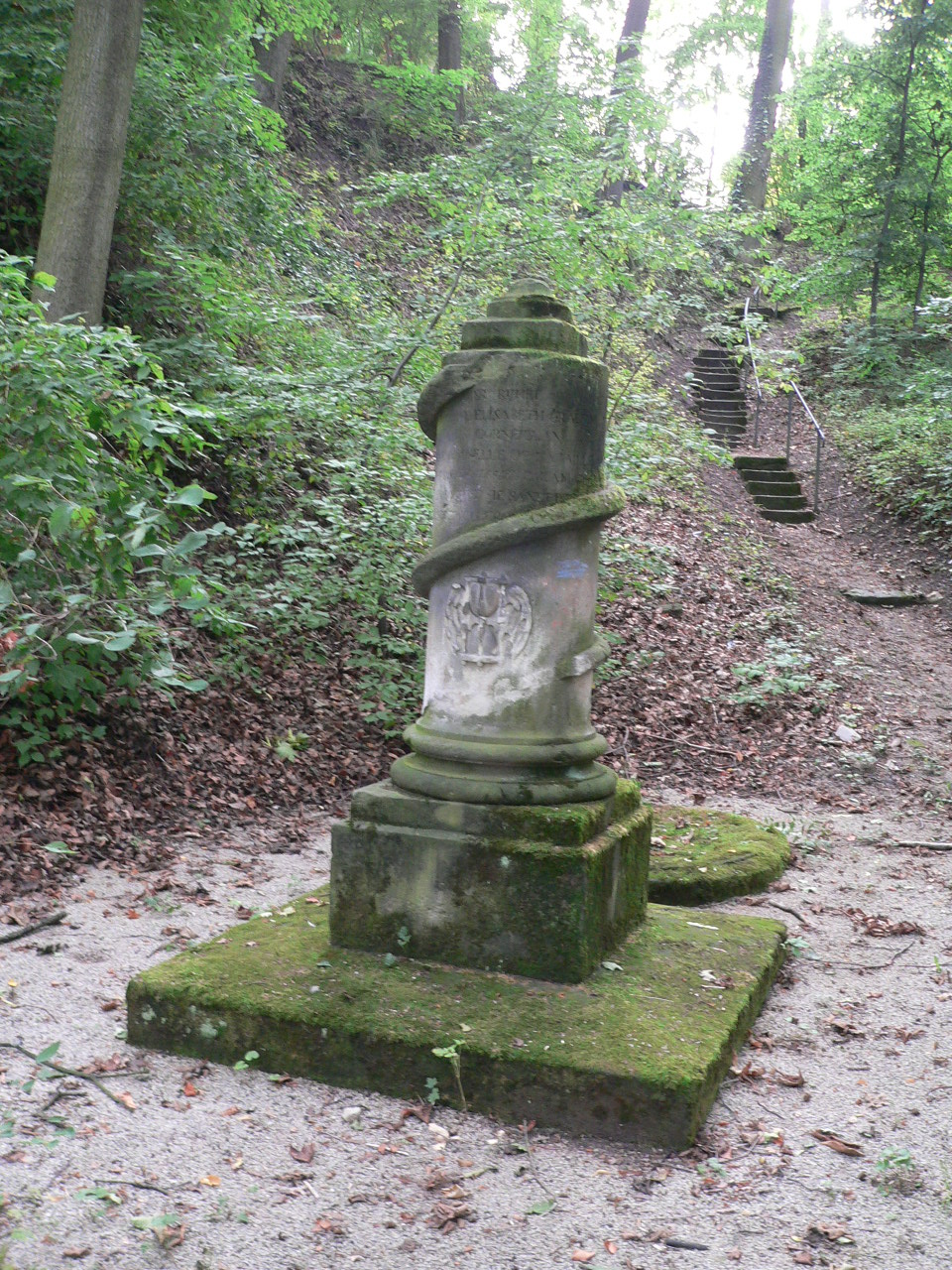
Grabmal der Gräfin Adrienne Elisabeth von Corneillan

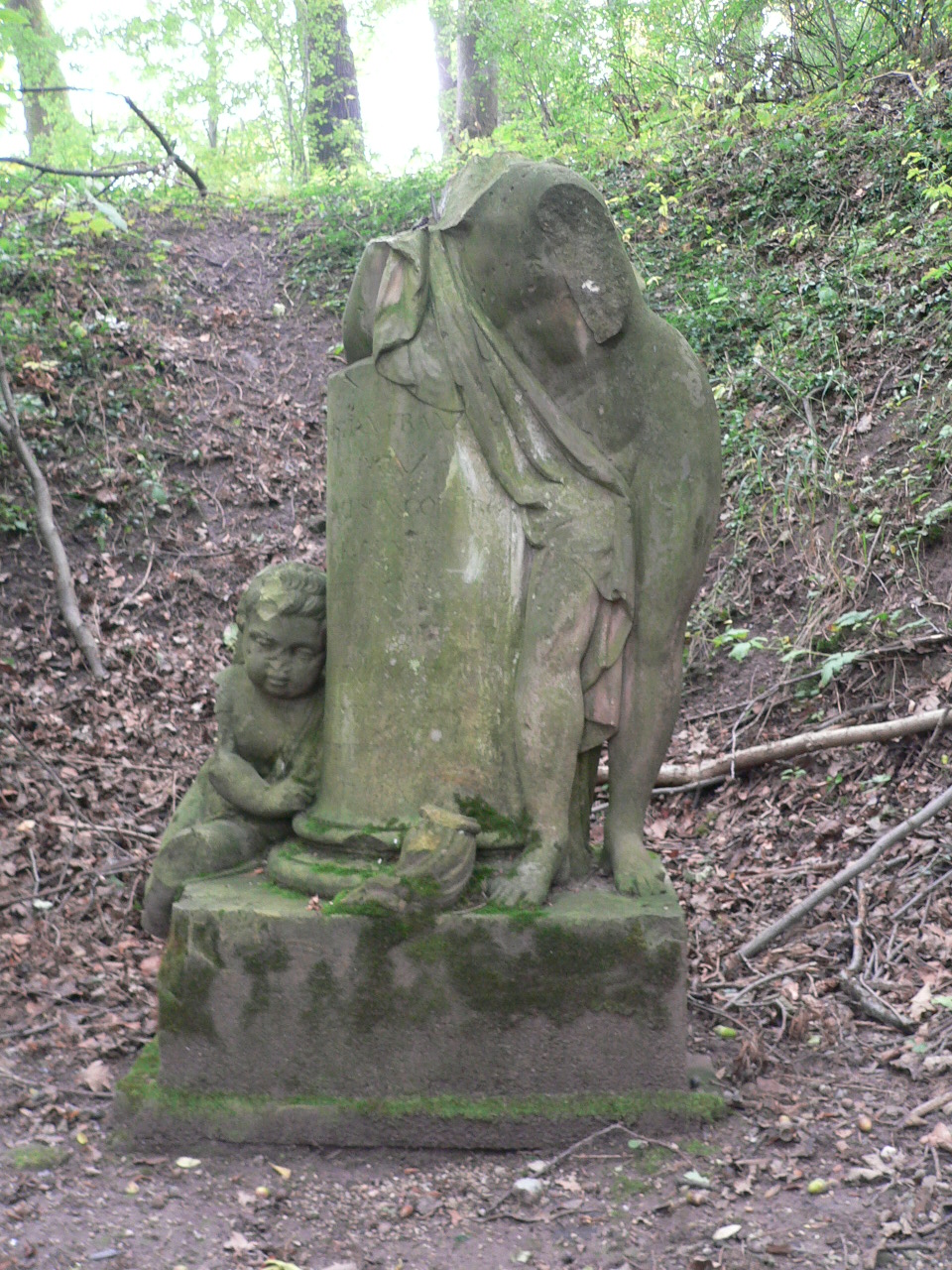
Gedächtnismal für Prinz Christian Franz

Schloss Falkenegg ist ein Schloss mit Parkanlage im Coburger Stadtteil Neuses. Es zählt zu den romantischen Bauten des Historismus des beginnenden 19. Jahrhunderts und präsentiert sich in grundsätzlich neugotischer Gestaltung. Schloss Falkenegg liegt am südwestlichen Rand von Neuses in Berglage. Zwischen Rodacher Straße und Kantstraße erstreckt sich der kleine Bergpark des Schlosses mit einigen bemerkenswerten Denkmälern.

## Ursprungsbau
Den ältesten Teil des Schlosses mit seinem quadratischen Grundriss und seinem davor gesetzten, ebenfalls viereckigen Turm ließ Graf von Mendorff, ein Schwager Herzog Ernsts I., in der ersten Hälfte des 19. Jahrhunderts im neugotischen Stil erbauen. Es diente ihm und seiner Gattin Prinzessin Sophie als repräsentative Wohnung.

## Erweiterungen
1891 ging das Schloss in den Besitz des Barons von Ledersteger-Falkenegg über, der es anhand der von Zimmermeister Eduard Grams gezeichneten Baupläne in den heutigen Umfang erweitern ließ. Der die Burgenromantik beschwörende Bau wies nun auch Motive italienischer und englischer Renaissance und ein neuromanisches Detail auf.
In kurzen Abständen wechselten die Schlossherren und damit auch das äußere und innere Erscheinungsbild des Gebäudes. 1905 übernahm G. A. Melchers das Schloss. Er ließ eine in Anlehnung an den englischen Decorated Style gehaltene Veranda aus Metall hinzufügen. Das ursprünglich neugotische Portal wurde 1913 in ein neuromanisches, aber mit Spitzbögen versehenes, umgebaut. Auftraggeber war der damalige Besitzer Richard Berger, der 1920 von Rittmeister Oskar Jäger abgelöst wurde. Jäger, der in Barmen eine Fabrik für Trikothemden besaß, ließ die großzügige Innenaufteilung des Schlosses in drei getrennte Wohnungen ändern. Ferner wurden dem Ensemble eine Gärtnerwohnung, mehrere Garagen, ein Maschinenhaus und eine elektrische Pumpstation im altdeutschen Fachwerkstil hinzugefügt.

## Bergpark
Zum Schloss Falkenegg gehört eine kleine Parkanlage, die von Neuses aus zum Schloss hin ansteigt. Auffällig ist am Parkzugang ein mit Ornamenten und Zitaten besetzter, sieben Meter hoher Obelisk aus Sandstein. Er ist das Denkmal für den Dichter und Schriftsteller Moritz August von Thümmel, der  Minister unter Erbprinz Ernst Friedrich war und 1817 in Coburg starb.
Hinter dem Obelisken steht ein von Schlangen umwundener Säulenstumpf. Ursprünglich stand auf ihm eine steinerne Urne. Es handelt sich um das Grabmal der 1822 gestorbenen Gräfin Adrienne Elisabeth von Corneillan, einer Verwandten Thümmels. Unter der Säule befindet sich eine kleine, heute zugeschüttete Gruft.
In einem kleinen Geländeeinschnitt links vom Thümmel-Obelisken liegt das ausdrucksvolle kleine Gedächtnismal für Prinz Christian Franz († 1797), den vier Jahre älteren Bruder von Friedrich Josias. In Trauer versunken stützt sich der Genius des Todes auf einen Säulenstumpf und löscht die Lebensfackel. Auf der Säulenbasis kauert ein sinnender Putto.

## Heutige Nutzung
Spätestens seit 1941 sind Schloss Falkenegg und der Bergpark im Eigentum der Stadt Coburg. Bis 1957 wohnten verschiedene Familien im Schloss. Auch die Coburger Malerin Lena Maas wohnte und arbeitete dort. Sie hatte im Erdgeschoss unter dem ehemaligen Saal ihr Atelier. Heute ist in dem Schloss ein Kindergarten der evangelisch-lutherischen Kirchengemeinde beheimatet.